# Barone Acton
Barone Acton di Aldenham nella contea dello Shropshire è un titolo appartenente alla paria del Regno Unito.

## Storia

John Emerich Edward Dalberg-Acton, I barone Acton

Il titolo fu creato l'11 dicembre 1869 per il famoso storico e membro del parlamento liberale John Dalberg-Acton, VIII baronetto. Suo figlio, il secondo barone, fu un diplomatico e detenne anche incarichi minori nelle amministrazioni liberali di Henry Campbell-Bannerman e Herbert Henry Asquith. Nel 1919 assunse per decreto reale il cognome aggiuntivo di Lyon, che apparteneva a suo suocero. Suo figlio, il terzo barone, sold vendette la casa di famiglia nel 1947 e si stabilì in Rhodesia. Il quarto barone, che successe a suo padre nel 1989, perse il suo seggio alla Camera dei lord dopo il passaggio della House of Lords Act 1999. Tuttavia, il 17 aprile 2000 fu creato pari a vita come Barone Acton of Bridgnorth di Aldenham nella contea dello Shropshire. Di conseguenza, lord Acton fu in grado di ritornare alla Camera dei lord dove sedette fra i banchi del partito laburista. Al 2015 il titolo è detenuto suo figlio, il quinto barone che è succeduto ben 2010.
Il rango di baronetto Acton, di Aldenham nella contea dello Shropshire, fu creato fra i Baronetti d'Inghilterra il 17 gennaio 1644 per Edward Acton. Egli rappresentò Bridgnorth sia nel Parlamento Corto che nel Parlamento Lungo e fu un sostenitore di Carlo I durante la guerra civile. Suo figlio, il secondo baronetto, nipote, il terzo baronetto, e bisnipote, il quarto baronetto, sedettero tutti come parlamentari per Bridgnorth. Alla morte del figlio di quest'ultimo, il quinto baronetto, la linea del figlio maggiore del secondo baronetto si estinse.
Il titolo fu ereditato dal cugino di secondo grado del defunto baronetto, che divenne il sesto baronetto. questi era figlio di Edward Acton, che si era trasferito a Besançon in Francia come medico; Edward (di Besançon) era figlio di un altro Edward, figlio di Walter, secondo figlio maschio di Sir Walter Acton secondo baronetto. Funse da primo ministro del regno di Napoli. Acton sposò sua nipote Mary Anne Acton. Il loro secondo figlio maschio Charles Januarius Acton, noto come cardinale Acton, era un sacerdote di primo piano nella chiesa cattolica. Fu succeduto nel rango di baronetto dal figlio maggiore, il settimo baronetto. Nel 1832 sposò Marie Louise Pelline von Dalberg, unica figlia ed erede di Emmerich Joseph von Dalberg, duca di Dalberg, un membro di un'antica famiglia aristocratica tedesca. Nel 1833 assunse per decreto reale il cognome Dalberg-Acton. Gli succedette il figlio, l'ottavo baronetto, che nel 1869 fu elevato al titolo di pari di barone Acton. Gli Acton divennero eredi del Marchesato di Groppoli in Toscana tramite la moglie del Duca Pellina Brignole-Sale.
La sede di famiglia era Aldenham Park, nei pressi Bridgnorth, Shropshire, che fu venduta nel 1947.
Al 31 dicembre 2013 l'attuale baronetto non ha dimostrato con successo la sua successione e quindi non è nell'Albo Ufficiale della Baronetage, con il rango di baronetto considerato dormiente.

## Stemmi

Acton
Dalberg-Acton
Lyon-Dalberg-Acton

## Baronetti Acton di Aldenham (1644)
- Sir Edward Acton, I baronetto (1600–1659)
- Sir Walter Acton, II baronetto (1623–1665)
- Sir Edward Acton, III baronetto (c. 1650–1716)
- Sir Whitmore Acton, IV baronetto (1678–1732)
- Sir Richard Acton, V baronetto (1712–1791)
- Sir John Francis Edward Acton, VI baronetto (1736–1811)
- Sir Ferdinand Richard Edward Dalberg-Acton, VII baronetto (1801–1837)
- Sir John Emerich Edward Dalberg-Acton, VIII baronetto (1834–1902) (creato Barone Acton nel 1869)

## Baroni Acton (1869)
- John Emerich Edward Dalberg-Acton, I barone Acton (1834–1902)
- Richard Maximilian Lyon-Dalberg-Acton, II barone Acton (1870–1924)
- John Emerich Henry Lyon-Dalberg-Acton, III barone Acton (1907–1989)
- Richard Gerald Lyon-Dalberg-Acton, IV barone Acton (1941–2010)
- John Charles Ferdinand Harold Lyon-Dalberg-Acton, V barone Acton (nato nel 1966)

L'erede presunto è lo zio dell'attuale detentore il canonico the Hon. John Charles Lyon-Dalberg-Acton (nato nel 1943).

L'erede presunto dell'erede presunto è suo fratello Hon. Robert Peter Lyon-Dalberg-Acton (nato nel 1946).

L'erede apparente dell'erede presunto dell'erede presunto è suo figlio Christopher Richard Henri Lyon-Dalberg-Acton (nat nel 1977).

L'erede apparente dell'erede apparente dell'erede presunto dell'erede presunto è suo figlio John Edward Roger Lyon-Dalberg-Acton (nato nel 2010).